# Mohamed Belarbi (métro d'Alger)
Mohamed Belarbi est une station souterraine de la ligne 1 du métro d'Alger actuellement en travaux et qui doit être mise en service à l'horizon 2023. La station est située à l'entrée nord de la commune de Baraki, elle passe sous la rue Mohamed Belarbi.

## Histoire
La station fait partie de l'extension C1  de la ligne 1 du métro d'Alger. Les travaux de creusement de la station ont débuté en 2019.

Le chantier de la station
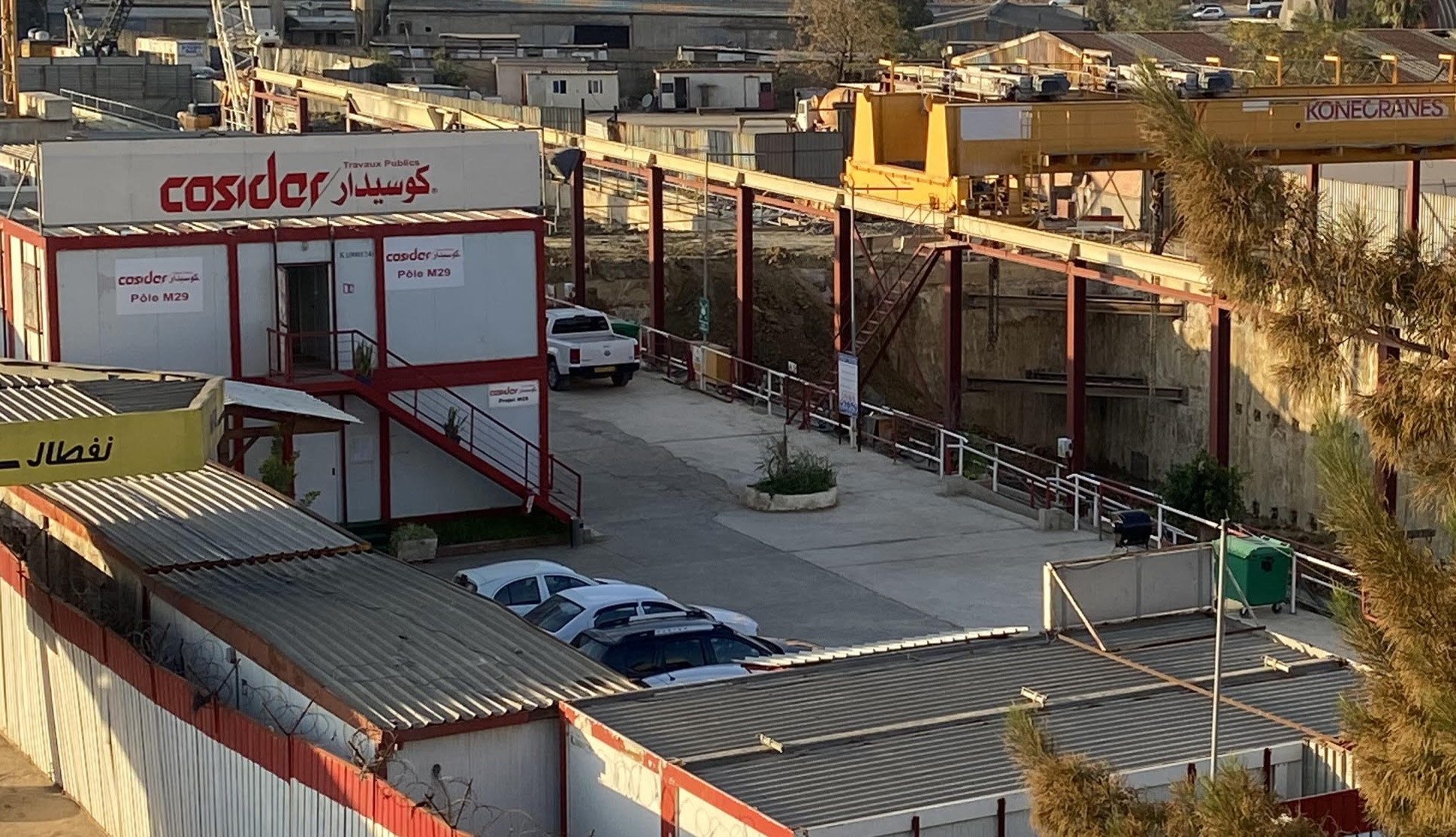
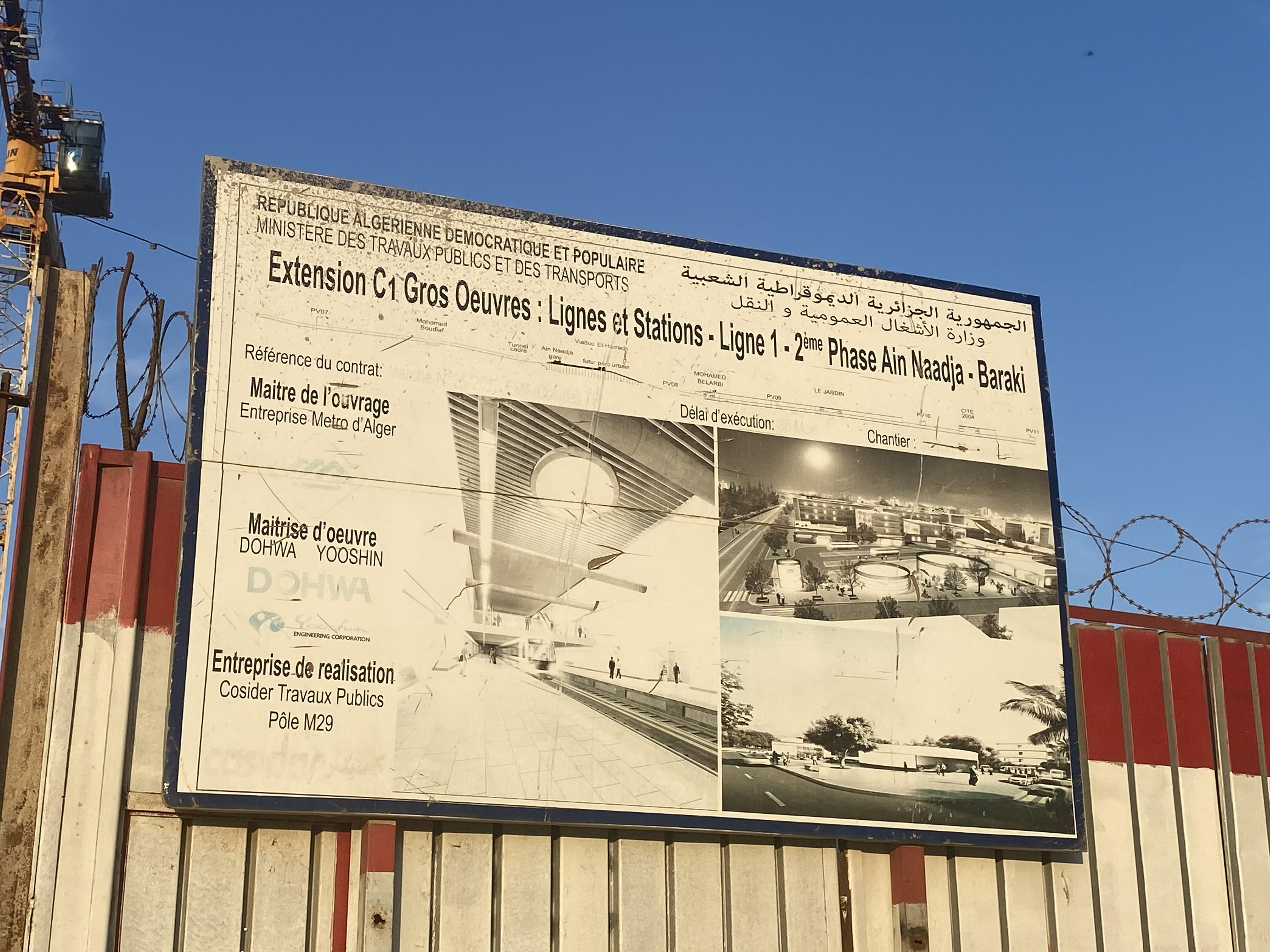

## Services aux voyageurs

### Intermodalité
Il est prévu quelle sera desservie par les Bus ETUSA des lignes 67, 105, 124, 683, 719.

## À proximité
- Nouveau siège de la daïra de Baraki
- Lycée Tarek Ibn Ziad
- Hôtel El Forssane
- Station de bus

## Projets
Il est prévu qu'elle dispose de trois sorties et qu'elle soit équipée d'un ascenseur pour personnes à mobilité réduite.